# Pleioceras
Pleioceras es un género de fanerógamas de la familia Apocynaceae. Contiene cinco especies. Es originario del África tropical.

## Taxonomía
El género fue descrito por Henri Ernest Baillon y publicado en Bull. Mens. Soc. Linn. Paris 759. 1888.

## Especies
- Pleioceras afzelii  Stapf
- Pleioceras barteri Baill.
- Pleioceras gilletii Stapf
- Pleioceras orientale Vollesen
- Pleioceras zenkeri Stapf